# كافكا على الشاطئ

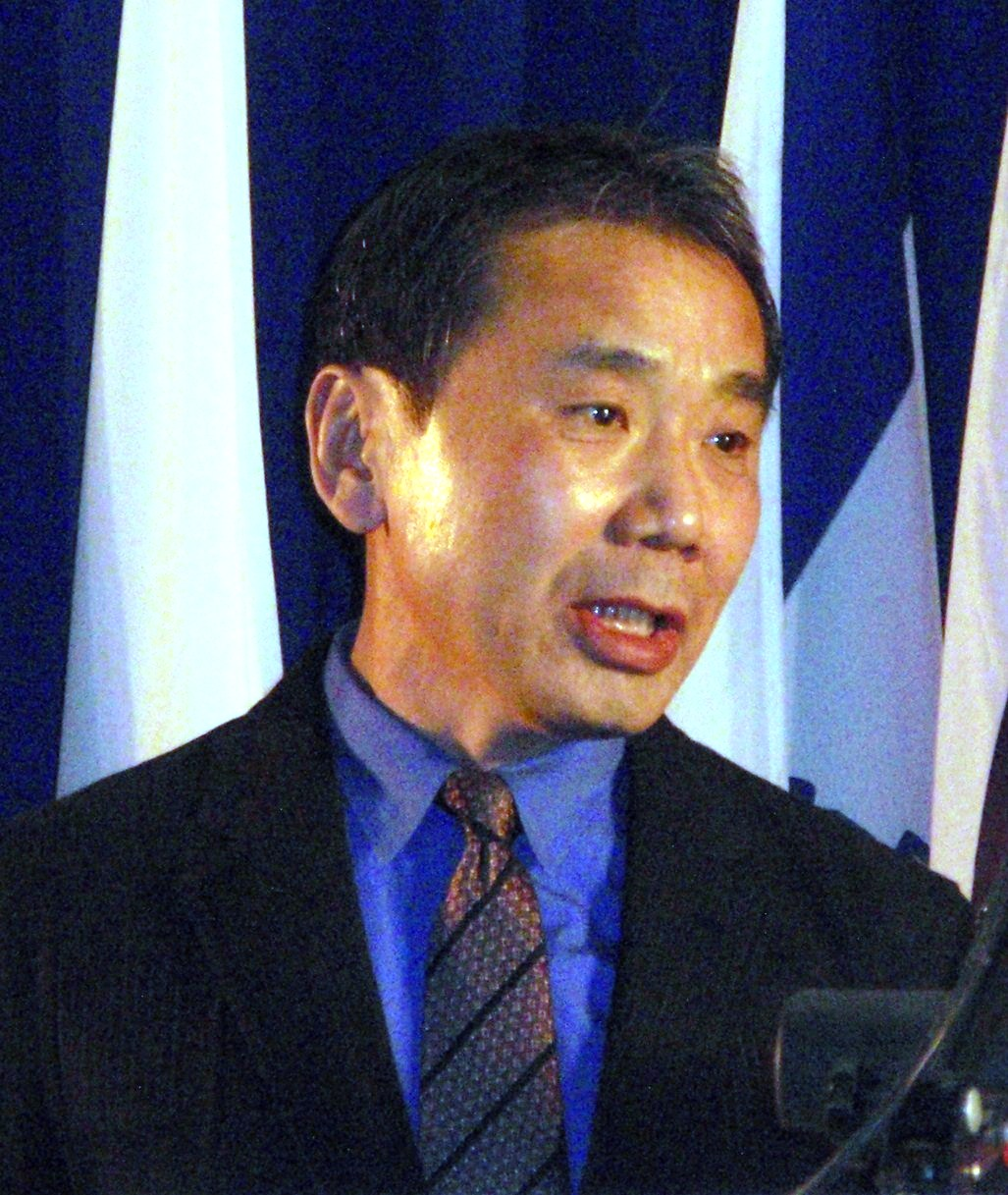

كافكا على الشاطئ (باليابانية: 海辺のカフカ أومي-به نو كافكا) هي رواية يابانية نشرت في العام 2002 من تأليف الروائي الياباني هاروكي موراكامي.

## هيكلية الرواية
فصول الرواية الـ 49 تتراوح بين الفتى كافكا وعالمه الخاص والمثير لفتى في الخامسة عشرة من عمره، والعجوز ناكاتا وعالمه الخاص والعجيب، فصلا بفصل.

## القصة
الفتى «كافكا تامورا» (وهذا ليس اسمه الحقيقي، ولكنه اسم السارد الذي عرف واشتهر به في عالم الرواية) الذي قرر أن يشاور غرابه ويهجر بيته ويفارق والده في عيد ميلاده الخامس عشر، فيغير اسمه وينتقل إلى بلدة جديدة هي تاكاماتسو لا يعرف فيها أحدا، ولا يعرفه أحد، ويعتمد على نفسه وينتقل إلى عدة أماكن إلى أن يستقر به الوضع في مكتبة أهلية صغيرة يعمل بها فراشا ومعاونا وقارئا أيضا خاصة لأعمال ناتسومه سوسيكي الكاملة. ولأنه يعشق القراءة في هذه السن الصغيرة ويواظب على الرياضة فقد استطاع أن يتواءم مع الحياة الجديدة، ويصادق أمين المكتبة (أوشيما) الذي كان يظن أنه شاب، ولكنه يكتشف فيما بعد من خلال أحد المواقف أنه يقع بين الذكر والأنثى (مخنث) ولا يغير هذا من طبيعة صداقتهما.
يُقتل والد كافكا، وتبدأ الشرطة في البحث عن الابن الهارب، الذي لم يكن موجودا وقت وقوع الجريمة، ربما يسهم في كشف لغز مقتل أبيه الذي كان مثَّالا أو نحاتا مشهورا، والذي تنبأ لابنه بأنه سيتزوج أمه ويضاجع أخته ويقتل أباه فيما يشبه عقدة أوديب. ونتساءل هل لهذا السبب قرر الفتى الهروب من منزله ولعنته وقدره. كان الأب يصطاد القطط ويقتلها أو يذبحها ويحتفظ برؤوسها في ثلاجة كبيرة، ليأخذ أرواحها بغية صناعة أطول ناي في العالم، يؤثر به على سامعيه. العجوز ناكاتا ذي الذكاء المحدود الذي يعيش على معونة المحافظ، والذي يتحدث مع القطط ويفهم لغتها وإشاراتها، فتكلفه إحدى العائلات بالبحث عن قطتها التي تغيبت عن البيت، فتبدأ رحلة البحث والحديث مع القطط التي شاهدت، أو لم تشاهد، القطة التائهة، لنعرف من خلال ذلك منطق القطط التي تعتقد أنها تعرف كل شيء في العالم على عكس الكلاب التي لا تعرف شيئا.
يأمر النحات ناكاتا بأن يقتله ليخلص العالم من شروره، وتعود القطة التائهة إلى حضن العائلة، وأمام توسلات النحات الغريبة يقوم ناكاتا بقتله، وفي اللحظة نفسها يجد الابن كافكا تامورا وهو في مدينته الجديدة دماء على كتفه لا يعرف من أين جاءت، ولكنه جُذب إلى غابة بالمدينة، غاب فيها عن وعيه لدقائق، وعندما يفيق يجد نفسه في الغابة وآثار دماء على ملابسه دون أن يعرف السبب لذلك.
فقد وعي بعض الأطفال أيام الحرب العالمية الثانية في اليابان، وهم في رحلة خلوية في الغابات، حيث سجلت حالات فقدان وعي جماعي لبعض أطفال الرحلة لدقائق معينة، أو تنويم مغناطيسي جماعي لهم، ثم عودة الوعي دون أن يعرف أحد شيئا مما حدث لهم، ودون أن يتذكر الأطفال أنفسهم ماذا جرى لهم أثناء تلك اللحظات، وكأن عقولهم وذاكرتهم شاشات بيضاء مرت على العقل أو الوعي، وهو ما لجأ إليه المؤلف من خلال عدة فصول صاغها بطريقة تسجيلية أو أرشيفية من سجلات التحقيقات التي نشطت خلال تلك الفترة لمعرفة الأسباب، فربما تكون من نتائج الحرب الأميركية على اليابان. طفل وحيد هو الذي غاب عن وعيه عددا من الشهور أو السنوات، وعندما عاد وعيه كان قد فقد الذاكرة، وأصبح أقل ذكاء عما قبل، وأميا لا يعرف القراءة والكتابة. هذا الطفل هو الذي سيصبح في الرواية فيما بعد العجوز ناكاتا قليل الذكاء، والذي اكتشف في نفسه القدرة على الحديث مع القطط بعد أن عاد إليه وعيه الجزئي. المثير في الأمر أن المدرِّسة التي كانت تصاحب التلاميذ في رحلتهم الخلوية، كانت السبب وراء كل ما حدث للفتى ناكاتا وأدى إلى إصابته بعاهة عقلية مستديمة، وأن هذه المدرِّسة كذبت في التحقيقات التي أجراها الجيش الأميركي لمعرفة أسباب فقدان وعي التلاميذ أثناء الحرب، وتعددت التحليلات ما بين غاز سام، ونباتات أو حشائش معينة في الغابة، أو تنويم مغناطيسي.. الخ. تكشف المدرِّسة السبب بعد سنوات وسنوات من خلال رسالة خاصة لأحد الأطباء المشاركين في محاولة فك لغز انهيار التلاميذ وفقدان وعيهم للحظات، إلا الفتي ناكاتا، محاولة بذلك إراحة ضميرها وفك اللغز أو الشفرة أو السر الذي ظل سنوات يعذبها، وكأنها بذلك تفتح حجرة الأسرار المغلقة منذ سنوات، وتعطي تفسيرات وإجابات فشل العلم في الوصول إليها بعد كثير من الترجيحات. لقد جاءت الدورة الشهرية للمدرِّسة في غير موعدها أثناء الرحلة الخلوية، فتعجبت لذلك، وانتحت ركنا قصيا من الغابة واستخدمت المناديل الورقية لذلك، إلى أن تعود إلى منزلها، وإذا بالفتى ناكاتا يتوغل في الغابة، ويجد المناديل الورقية المصبوغة باللون الأحمر، فيعود بها ويجن جنون المدرسة لحظتها فتكيل الضرب للفتى، وسط ذهول زملائه الذي غابوا عن الوعي تماما للحظات، وعندما يعود وعيهم لا يتذكرون تماما ما حدث، إلا الفتى ناكاتا الذي لا يعود إليه وعيه ويظل راقدا في المستشفى لفترات طويلة، وعندما يبدأ في الإفاقة تكون كل الأشياء والأسماء والتواريخ واللغات قد مسحت من شاشة وعيه، مع فقدان درجات كبيرة من الذكاء والتركيز الذي كان يتمتع بهما قبل الحادثة. هذه المدرِّسة هي والدة كافكا، وهي صاحبة المكتبة التي سيعمل بها بعد هروبه من المنزل، وسيضاجعها في أحلامه متخيلا صورتها وهي في شبابها، من خلال طيفها الذي يزوره كل ليلة، خاصة أنه فتى يعيش فترة المراهقة، ثم يضاجعها بعد ذلك فعليا في حجرته بالمكتبة دون أن يعرف أنه والدته، ليتحقق بذلك جزء آخر من نبوءة والد كافكا الأوديبية بأنه سيضاجع أمه.
يشعر أمين المكتبة المخنث (أوشيما) بأن سيدته أو صاحبة المكتبة (الآنسة ساييكي) تنتظر موتها الذي سيأتي قريبا، وينقل شعوره لكافكا بذلك، وبالفعل تدور الأحداث ويبحث العجوز ناكاتا، بعد أن يقتل النحات، عن حجر ما ليفتحه محاولا بذلك فك بعض الطلاسم والأسرار التي يدهش لها القارئ، مثل استطاعته في لحظات معينة أن يجعل السماء تمطر أسماكا، وأن يتنبأ بحالة الطقس، وغير ذلك من أحوال لا يعرف أسبابها أو سر قوتها لديه.
ومن خلال صحبة ناكاتا للسائق الشاب (هوشينو) الذي ترك كل شيء في حياته ليرتبط مصيره بمصير ناكاتا، يصلان إلى المكتبة مصادفة بعد أن ظلا يبحثان عن مفتاح الحجر لعدة أيام، ويدخل ناكاتا حجرة صاحبتها لنفاجأ أنها تنتظره منذ سنوات (ويبدو أنها كانت تعلم أن ذلك الفتى الذي ضربته وعنفته أثناء الرحلة الخلوية سيأتي لها ذات يوم منهيا بذلك رحلتها في الحياة، ليس عن طريق القتل، ولكنه القدر الذي يرسم ذلك بدقة متناهية).
ولكنها قبل أن تسلم روحها للموت تعطي العجوز ناكاتا مذكراتها وما دونته أثناء سنوات الانتظار، طالبة منه ألا يطلع عليها أحد، وأن يحرقها على الفور، وينفذ ناكاتا وصية المرأة، وسط اندهاش السائق هوشينو الذي كان يرغب في الاطلاع على تلك الأسرار.

## فهم الرواية
بعد نشر الرواية دعا الكاتب الياباني هاروكي موراكامي قراءه لإرسال أسئلتهم الخاصة بالرواية إلى الموقع الخاص بها. أجاب موراكامي على 1,200 سؤال من أصل 8,000 سؤال مُرسل.
وفي مقابلة له نشرت على موقعه الإلكتروني بالإنجليزية قال موراكامي أن السر الكامن وراء فهم أحجيات الرواية ينجلي بعد قراءتها لأكثر من مرة «الرواية تحتوي على أحاجي كثير ولكنها لا توفر أية أجوبة، ولكن جمع هذه الألغاز كلها وتفاعلها مع بعضها يسهّل على القارئ معرفة أجوبتها التي سوف تختلف من قارئ لآخر. بطريقة أخرى فأن الألغاز هي جزء من حلولها، يصعب علي شرح ذلك ولكن هذه هي الطريقة التي أكتب بها.»

## الترجمة العربية
الترجمة العربية لرواية كافكا على الشاطئ، وصدرت عام 2007 عن مشروع «كلمة» الذي تتبناه هيئة أبوظبي للثقافة والتراث، والمركز الثقافي العربي، بترجمة إيمان رزق الله، ومراجعة سامر أبو هواش.

## وصلات خارجية
- صفحة رواية كافكا على الشاطئ على موقع أبجد